# The American Jewess
The American Jewess (anglicky Americká židovka) byl časopis zaměřený na židovské ženy a jejich zájmy. Založila jej roku 1895 česko-americká novinářka a rebbecin Rosa Sonnescheinová (1847–1932).

## Historie
V letech 1890 až 1920 do Spojených států přicházely „tisíce židovských přistěhovalců“, kteří zde hledali „útočiště před pronásledováním, represemi a pogromy a příležitost k důstojnému životu“. Do konce 19. století se již mnoho amerických Židů začlenilo do buržoazní společnosti, nicméně nebyli do ní zcela integrováni. Ačkoli se odívali, bavili a vybavovali své domovy podobně jako většina, slavili jiné svátky a často byli nevítaní v určité společnosti.
Proto se rebecin Rosa Sonnescheinová (1847–1932), podnikavá žena původem z Prostějova rozhodla v St. Louis založit časopis Americká židovka , který kritizoval postavení židovských žen, genderové nerovnosti v židovském náboženství a společnském životě.
Časopis vycházel v New Yorku v letech 1895–1899. Jednalo se o anglickojazyčné periodikum zaměřené na americké židovské ženy, které se zabývalo tématy, která byla v té době pro americkou židovskou komunitu důležitá, od místa žen v synagoze, po otázku, zda je vhodné aby ženy jezdily na bicyklu. Časopis také sloužil jako propagační médium nově založené Národní rady židovských žen. Byl koncipován jako židovský ženský časopis editovaný ženami, které byly nezávislé na jakýchkoli organizačních nebo náboženských vazbách,“ a současně „prvním anglickým žurnálem nezávisle editovaným ženami“.
Témata s „židovskou politickou a feministickou agendou“ se často kombinovala se sionistickým hnutím i feministickými otázkami.
Celkem v průběhu čtyř a půl let vyšlo 46 čísel s celkovým níkladem přibližně 31 000 výtisků. 

## Online vydání
Časopis byl shromážděn a digitalizován pro online přístup prostřednictvím OCLC z kopií uchovávaných v Židovském ženském archivu, Židovském institutu náboženské akademie Hebrew Union College, knihovně Klau, Brandeis University Library a Kongresové knihovně . Online verzi hostuje University of Michigan. 